# 6471 Collins
A 6471 Collins (ideiglenes jelöléssel 1983 EB1) a Naprendszer kisbolygóövében található aszteroida. Antonín Mrkos fedezte fel 1983. március 4-én.